# Петрищевський
Петрищевський (рос. Петрищевский) — селище в Таруському районі Калузької області Російської Федерації.
Населення становить 80 осіб. Входить до складу муніципального утворення Село Петрищево.

## Історія
Від 2004 року входить до складу муніципального утворення Село Петрищево

## Населення
| 2002 | 2010 |
| ---- | ---- |
| 80   | →80  |